# Droits de l'homme en France

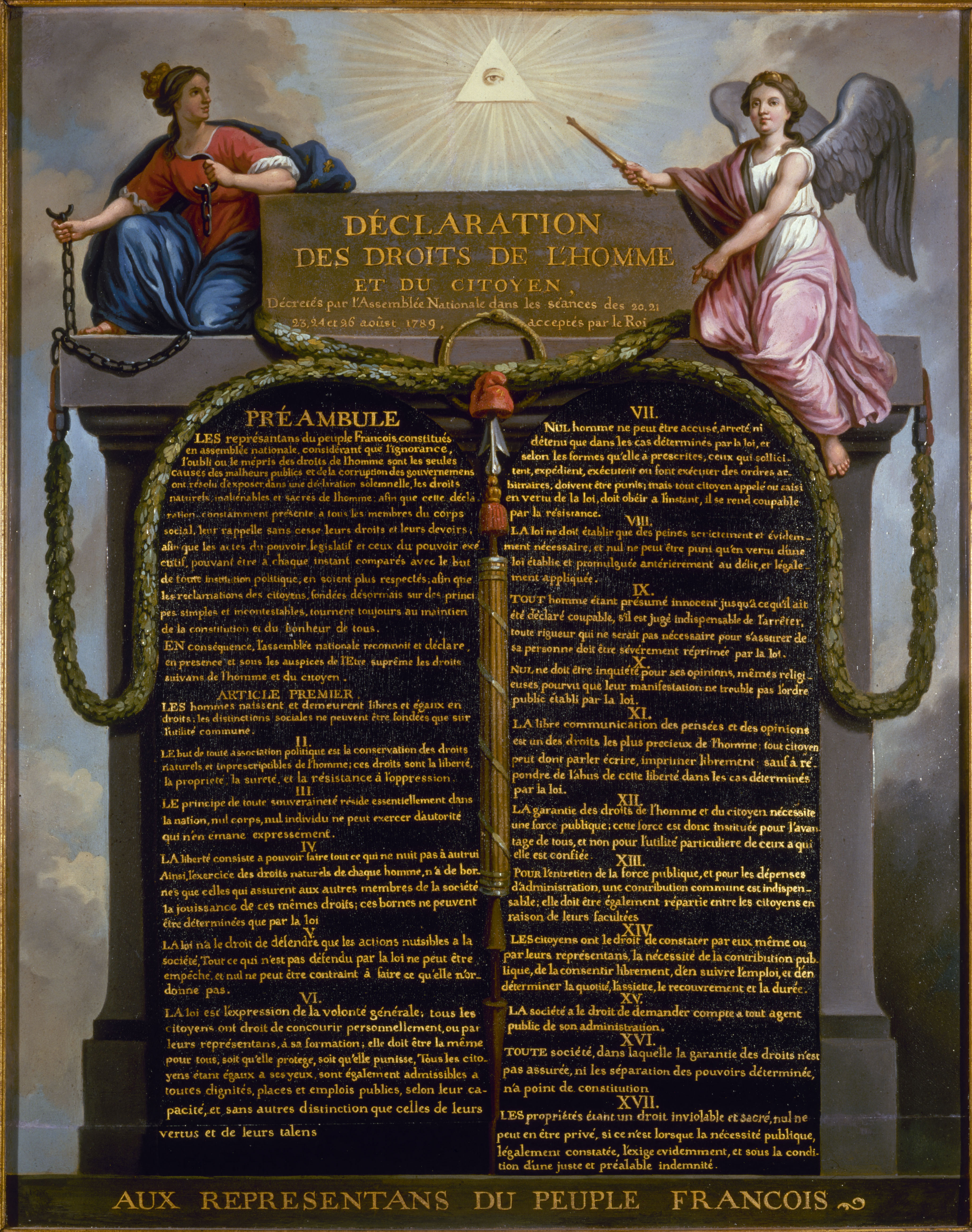
Déclaration des droits de l'homme.

Depuis la Déclaration des droits de l'homme et du citoyen de 1789, la France est souvent appelée « la patrie des droits de l'homme », en raison de la vocation universelle de cette première déclaration des droits de l'homme. La France a joué un rôle important dans l'élaboration du droit international des droits de l'homme. Cependant, la France s'est vue à de nombreuses reprises condamnée par les organisations internationales des droits de l'homme.

## Histoire
L’Assemblée réunie à Versailles par la convocation des États généraux pour trouver une solution fiscale au déficit de l’État et passer outre au refus des parlements régionaux, se déclare Assemblée nationale en réunissant le 17 juin 1789 les trois ordres dont elle décide l'abolition, puis s’institue Assemblée constituante, et décide de rédiger une déclaration des principes fondamentaux à partir desquels sera établie une nouvelle Constitution. Elle se réunit pour cela après avoir pris les décrets des 4, 6, 7, 8 et 11 août 1789 et sur la suppression des droits féodaux, qu’elle reprendra dans l’article premier.
La discussion débute le 9 juillet avec le rapport de Jean-Joseph Mounier présentant un ordre de travail pour la rédaction d'une Constitution débutant par une déclaration des droits.
Le 4 août 1789, la Constituante décrète que la constitution sera précédée d'une déclaration des droits.
La Déclaration des droits a été discutée par les députés à partir d'un projet de vingt-quatre articles proposé par le sixième bureau, dirigé par Jérôme Champion de Cicé. Ce projet sera modifié en profondeur au cours des débats. L’abbé Grégoire proposait que la Déclaration des droits de l’homme et du citoyen soit accompagnée de celle des devoirs.
Le texte a été voté article par article à partir du 20 août par l'Assemblée constituante. La discussion s'interrompt le 26 août après l'adoption de l'article 17 relatif au droit de propriété, afin de laisser la place à la discussion des articles de la Constitution elle-même. Un certain nombre de décrets pris postérieurement par l'Assemblée, en particulier celui du permettant aux particuliers et aux sociétés de prêter de l'argent avec intérêt, seront ratifiés le soir du lundi par Louis XVI à Versailles, sur l’exigence de l’Assemblée nationale qui utilisa la pression d’une foule vindicative venue de Paris, initialement pour d’autres revendications.
Promulguée par le roi par des lettres patentes données à Paris, le, cette Déclaration des Droits de l'homme et du citoyen qui comportait dix-sept articles, suivie des 19 Articles de constitution (1789) et d'un certain nombre de décrets de l'Assemblée nationale pris entre celui du 4 août qui « détruit entièrement le régime féodal » et celui du 3 novembre 1789 qui décrète « que tous les parlements du royaume continueront de rester en vacance », est la dernière ordonnance royale. Elle est le préambule de la constitution de 1789, et restera celui de la Constitution de 1792.

## Normes

### Principales normes
La Déclaration des droits de l'homme et du citoyen (DDHC) adoptée le 26 août 1789 est un des textes fondamentaux de la Révolution française; elle présente comme « naturels, inaliénables et sacrés » un ensemble de droits individuels et collectifs.
Ses principes s'inscrivant en France dans ce que l'on nomme le droit naturel, en préambule de la constitution, et selon les principes de la hiérarchie des normes en droit français, supplantant le droit positif dit "légal", Il n'existe aucune possibilité de passer outre aux droits de l'homme et du citoyen dans l'État de droit Français, la constitution étant la loi fondamentale qui fixe le fonctionnement de l'État, au-dessus de toute réglementation juridique et traités.
Toute modification constitutionnelle, loi, décision de justice, ordre ou demande d'une quelconque autorité, civile ou militaire, allant à l'encontre de ce préambule, et de ces droits naturels, est frappé de nullité et n'a aucune valeur applicable, nul ne peut être tenu de s'y conformer, ni ne le doit.

### Normes nationales
Dans son préambule, la Constitution de la Ve République dispose que « Le Peuple français proclame solennellement son attachement aux Droits de l'Homme et aux principes de la souveraineté nationale tels qu'ils sont définis par la Déclaration de 1789, confirmée et complétée par le préambule de la Constitution du 27 octobre 1946, ainsi qu'aux droits et devoirs définis dans la Charte de l'environnement de 2004 ». C'est en se fondant sur le préambule de la Constitution que le Conseil constitutionnel a reconnu une valeur constitutionnelle à la déclaration des droits de l'homme et du citoyen, au préambule de la constitution de 1946, et a reconnu l'existence de principes fondamentaux reconnus par les lois de la République. De même, la Déclaration des droits de l'homme et du citoyen de 1789 intègre le bloc de constitutionnalité, et par conséquent le droit positif, par une décision du Conseil constitutionnel de 1973.

## Principes, traités et conventions internationaux ratifiés
La Déclaration universelle des droits de l'homme a été adoptée par l'Assemblée générale des Nations unies à Paris le 10 décembre 1948. Le français René Cassin, prix Nobel de la paix en 1968, en avait été le principal rédacteur avec Eleanor Roosevelt et Charles Malik. Elle n'a cependant pas d'effet juridiquement contraignant.
Seules sont en effet contraignantes les conventions régulièrement ratifiées par la France, qui s'appliquent alors directement en droit interne, conformément à l'article 55 de la Constitution.

### Conventions internationales
Les principales conventions ratifiées par la France sont celles-ci :
- Convention de Genève relative au statut des réfugiés, en accord avec les principes déjà énoncés dans le préambule de la Constitution de 1946 « Tout homme persécuté en raison de son action en faveur de la liberté a droit d'asile sur les Territoires de la République ». Entrée en vigueur le 22 avril 1954, ratification par la France en 1954.
- Convention internationale sur l'élimination de toutes les formes de discrimination raciale. Entrée en vigueur le 4 janvier 1969. Ratification par la France le 28 mai 1981.
- Convention contre la torture ou traitements cruels, inhumains ou dégradants. Entrée en vigueur le 26 juin 1987, ratification par la France le 18 février 1986. Protocole facultatif additionnel, adopté le 18 février 2002 à New York, entré en 2006 en vigueur et signé par la France en 2005, ratification annoncée. Ce protocole a été publié au Journal officiel en tant que décret, le 15 décembre 2008.
- Pacte international relatif aux droits civils et politiques et Pacte international relatif aux droits économiques, sociaux et culturels de 1966. Ces deux pactes renforcent la Déclaration universelle des droits de l'homme (DUDH) dans son affirmation : « la reconnaissance de la dignité inhérente à tous les membres de la famille humaine et de leurs droits égaux et inaliénables constitue le fondement de la liberté, de la justice et de la paix dans le monde ». Ces deux pactes constituent avec la DUDH la Charte internationale des droits de l'homme. Ratification par la France en 1981.
- Convention sur l'élimination de toutes les formes de discrimination à l'égard des femmes, instrument juridique qui complète les textes précédents (entrée en vigueur le 3 septembre 1981, ratification par la France en 1984, avec des réserves, et ratification du protocole additionnel en 2000).
- Convention relative aux droits de l'enfant, faisant suite à la 2e Déclaration sur les droits de l'enfant de 1948 (la 1re datant de 1924, au sein de la Société des Nations). Entrée en vigueur le 2 septembre 1990, ratification par la France en 1954. En 1995, le Parlement français décide de faire du 20 novembre la « Journée nationale de défense et de promotion des droits de l'enfant ». Cette journée devient européenne en 2000.
- Protocole facultatif à la convention relative aux droits de l'enfant concernant l'implication des enfants dans les conflits armés. En février 2007 une conférence internationale s'est tenue à Paris sur ce thème.
- Deuxième Protocole se rapportant au pacte international relatif aux droits civils et politiques visant à abolir la peine de mort (PIDCP). Ratification par la France le 2 octobre 2007. Entrée en vigueur en France le 2 janvier 2008. La France est le 62e État partie au 20 mars 2008.
- Convention internationale pour la protection de toutes les personnes contre les disparitions forcées; la France a ratifié cette convention en septembre 2008.

### Conventions duConseil de l'Europe
- Convention européenne des droits de l'homme, entrée en vigueur le 3 juillet 1953.
- Convention européenne en matière d'adoption des enfants, entrée en vigueur le 26 avril 1968.
- Convention européenne sur le statut juridique des enfants nés hors mariage, entrée en vigueur le 11 août 1978.
- Convention européenne pour la prévention de la torture et des peines ou traitements inhumains ou dégradants, entrée en vigueur le 1er février 1989.
- Convention européenne sur l'exercice des droits des enfants, entrée en vigueur le 1er juillet 2000.
- Convention sur les relations personnelle concernant les enfants, entrée en vigueur le 1er septembre 2005.
- Convention sur la lutte contre la traite des êtres humains, entrée en vigueur le 1er février 2008.
- Convention pour la protection des enfants contre l'exploitation et les abus sexuels, entrée en vigueur le 1er juillet 2010.

## Évolution des droits et anciennes violations
Plusieurs organes surveillent le respect des droits de l'homme en France. Outre les juridictions de l'ordre judiciaire et de l'ordre administratif, qui peuvent se fonder sur les normes nationales ou internationales, il convient de mentionner au niveau national le Défenseur des droits, la CNIL, le Contrôleur général des lieux de privation de liberté, et la Commission nationale consultative des droits de l'homme. Celle-ci est la seule dont le mandat recouvre toutes les violations des droits de l'homme commises en France. Elle travaille en lien avec les instances internationales, et notamment les organes de surveillance des traités, qui ont pu à plusieurs occasions se prononcer sur les violations des droits de l'homme commises en France.

### Torture
Le 24 aout 1780, le roi Louis XVI interdit la question préparatoire. Cependant la question préalable, reversée aux condamnés à mort, perdure jusqu’au 15 février 1788. La dernière suppliciée officielle fut Jeanne Delozanne, qui fut torturée à Reims en 1786, dans le contexte de l'affaire de la grande Jeannette. Bien qu’appliquée, de facto, sous l'Empire, le régime de Vichy ou encore pendant la guerre d'Algérie, la torture ne fut jamais officiellement réintroduite.

### Droit de vote
Si le droit au suffrage universel est affirmé par la Déclaration universelle des droits de l'homme (1948) dans son article 21, il n’était pas reconnu explicitement en tant que droit par la Déclaration des droits de l'homme et du citoyen de 1789. La Constitution de 1793 en avait adopté le principe qui était resté sans application. Le droit de vote subit des fluctuations et le 2 mars 1848, le suffrage universel fut de nouveau proclamé ; il subit de nouvelles fluctuations, et il fallut attendre 1944 pour qu’en France le suffrage devienne « universel » en incluant les femmes – et 1945 pour qu’il inclut les militaires[réf. incomplète].
C'est en vain cependant qu'Olympe de Gouges publie en 1791 un texte intitulé Déclaration des droits de la femme et de la citoyenne : la femme gardera un statut inférieur puisqu'elle n'aura pas les mêmes droits que l'homme, en particulier pas le droit de vote, qu'elle n'obtient qu'après la Seconde Guerre mondiale.
Le droit de vote des étrangers extra-communautaires demeure toujours inexistant.

### Esclavage
L'abolition de l'esclavage en France ne sera définitivement proclamée que par le décret du 27 avril 1848, pendant la Deuxième République, contre indemnité aux colons; l'article 6 déclare : « les colonies purifiées de la servitude et les possessions de l'Inde seront représentées à l'Assemblée nationale ».
En effet, en dépit de l'article 1 de la Déclaration des droits de l'homme et du citoyen, il fallut le décret du 4 février 1794 (16 pluviôse an II) pour proclamer une première fois cette abolition; mais Bonaparte rétablit l'esclavage par la loi relative à la traite des noirs et au régime des colonies du 20 mai 1802 (30 floréal an X) suivie de l'arrêté Richepance du 17 juillet 1802 (28 messidor an X).
La loi du 21 mai 2001 (dite « loi Taubira ») reconnaît la traite et l'esclavage en tant que crimes contre l'humanité.

### Guerres de décolonisation
Durant ces guerres, les Droits de l'Homme ont été violés de manière volontaire et systématique par des militaires, sous la responsabilité des autorités politiques. Torture pendant la guerre d'Algérie (et aussi des tortures durant les autres), viols, homicides et camps d'internement en France (ces camps d'internement où s'exerce la répression politique des Algériens sont ouverts sur le territoire métropolitain dès 1959).

### Peine de mort
Les textes de droit international comme la Déclaration universelle des droits de l'homme (DUDH) et le Pacte international relatif aux droits civils et politiques (PIDCP) n'interdisent pas la peine de mort mais reconnaissent le droit à la vie. Le protocole optionnel du PIDCP adopté par l'ONU le 15 décembre 1989 (résolution 44/128) est le premier texte juridique contraignant à prohiber formellement la peine de mort. La France est l'un des 64 États parties (ratification le 2 octobre 2007), en vertu de quoi la peine de mort ne pourra plus être légalement réintroduite dans le pays. La peine de mort a été abolie en France en 1981 après l'élection de François Mitterrand, à l'initiative du garde des sceaux Robert Badinter. Son interdiction a été inscrite dans la Constitution en 2007.

### Évolution des droits des femmes
Si les principes énoncés dans la déclaration des droits de l'Homme affirment l'égalité en droit de tous, et donc des hommes et des femmes, le droit commun inscrit dans le code civil de 1804 a longtemps accordé un statut inférieur aux femmes.
Jusqu'à la loi du 18 février 1938, la femme mariée est sous le régime de l'incapacité juridique et dépend de la puissance maritale ce qui signifie que la responsabilité des deux membres du couple échoie entièrement au mari. De nombreuses dispositions relativisent cet état de dépendance.
Le droit de vote ne leur est accordé qu'après l'article 17 de l'ordonnance portant organisation des pouvoirs publics en France après la Libération du 21 avril 1944 émise par le GPRF.
La loi du 13 juillet 1965 sur la réforme des régimes matrimoniaux permet que les Françaises n’aient plus besoin du consentement de leur mari pour choisir une profession ou pour ouvrir un compte en banque et disposer de leurs propres biens.
La notion de chef de famille est remplacée par celle d'autorité parentale conjointe dans la loi du 4 juin 1970.
L'égalité des époux est affirmée par la loi du 23 décembre 1985 qui réforme les régimes matrimoniaux. L'égalité de salaire ou de responsabilité entre hommes et femmes, à qualifications égales, n'est toujours pas un fait constaté à ce jour,,.

## Société actuelle
Dans aucun domaine des droits humains, et dans aucun pays, les dispositions et textes ne suffisent à assurer leur application. Leur violation par des personnes ou des groupes, ou leur non-application, sont punies ou bien plus ou moins tolérées selon les cas, par les autorités.

### Traite humaine
Depuis la ratification de la Convention de Palerme, la traite des femmes, filles et hommes est sanctionnée dans la loi française, et la peine pour proxénétisme est aggravée.
La traite des femmes à des fins de prostitution serait un phénomène de plus en plus répandu en France selon Amnesty International : « Les étrangères étaient confrontées à des difficultés supplémentaires, liées notamment à l'isolement social et à la crainte d'être privées de droit de séjour. » Cet organisme précise en 2006 que, « depuis l'adoption d'une loi sur la sécurité intérieure en 2003, la France a introduit l'infraction de la traite des êtres humains dans son droit et aggravé les sanctions prévues pour le proxénétisme. [...] En l'absence d'une réelle volonté politique assortie de moyens permettant d'identifier les personnes victimes de la traites des êtres humains aux fins de prostitution, celles-ci sont considérées comme des déliquantes », d'abord comme des prostituées faisant du racolage, et ensuite comme migrantes en situation irrégulière.

### Discriminations envers les femmes
En 2006, selon Amnesty International, d'après les chiffres officiels « une femme mourrait tous les quatre jours des suites de brutalités infligées par son conjoint ou son compagnon.(...) Ce type de brutalité touche, selon certaines informations, près d'une femme sur dix en France ». Cependant, la méthodologie de cette enquête de victimation a été critiquée, notamment par Marcela Iacub et Élisabeth Badinter, qui regrettent l'amalgame de comportements disparates, tels que coups mais aussi d’autres éléments subjectifs tels que dénigrement ou insultes, qui sont par la suite assimilées à la violence physique. D'autre part, elles regrettent une étude se limitant à l'interrogation des femmes. En effet, et contrairement aux pays anglo-saxons tels que le Canada, aucune étude similaire n’a été menée sur les hommes en France.
Les femmes algériennes détenant un certificat de résidence « vie privée et familiale » (lequel est délivré de plein droit en cas de mariage avec un Français) peuvent être expulsées si elles ne vivent plus en couple, même en cas de violences conjugales. En effet, elles sont sous un statut dérogatoire par rapport au CESEDA dû à l'accord franco-algérien de 1968 (dérogation à l'art. 314-5-1 du CESEDA). En 2006, le phénomène du mariage forcé est en expansion en France, toujours selon Amnesty International, alors qu'il est totalement absent du rapport de la même organisation en 2002[réf. nécessaire].
L'égalité en droit n'a pas accompli l'égalité matérielle. Les politiques sont rarement des femmes, les femmes sont moins payées à qualifications et postes égaux malgré la multiplication des lois pour la parité en politique et l'égalité des salaires dans les années 1990 et 2000.

### Discriminations racistes
D'après les renseignements généraux, il y a eu 1513 faits racistes et antisémites déclarés, dont 361 violents en France en 2004. Ils étaient 833 en 2003 et 1313 en 2002. Les faits antisémites sont les plus nombreux (950 en 2004) dont 199 actes violents. La région parisienne est la plus affectée. Les actes antimaghrébins ont connu une forte augmentation en 2004 (563 faits parmi lesquels 162 violents). Les profanations de cimetières et les atteintes aux mosquées se sont multipliées.
Pour sa part, la Commission nationale consultative des droits de l’homme dresse pour l’année 2007 un tableau des manifestations de racisme, antisémitisme et xénophobie. La diminution des actes racistes et antisémites constatée en 2005 et 2006 semble se poursuivre, ces derniers sont en outre de plus en plus et de mieux en mieux pris en compte par les autorités judiciaires. Les violences et menaces à caractère raciste et xénophobe sont pour l’année 2007 en baisse de 9 %, les personnes d’origine maghrébine étant les plus touchées à la fois par les actes racistes (68 % de la violence raciste est dirigée contre la communauté maghrébine) et les menaces racistes (60 % du volume global). Le rapport constate que la lutte contre l’antisémitisme porte ses fruits : 386 faits ont été recensés en 2007 contre 571 en 2006 (- 32,5 %), après une nette augmentation entre 2005 et 2006.
Les actes racistes sont difficiles à recenser et donc les statistiques permettent tout au plus d'établir des tendances d'évolution et de donner une indication quant aux actes les plus violents. Dans son troisième rapport sur la France adopté le 25 juin 2004 et rendu public le 15 février 2005, la commission européenne contre le racisme et l’intolérance dénonce « certaines chaines satellites qui bénéficient d’un taux d‘écoute important en France diffusent en arabe des émissions antisémites ».
Des discriminations sociales sont constatées, par exemple pour l’accès à l'emploi des minorités (des personnes de couleur ou de religion). Ainsi dans un article de l'INSEE, publié en octobre 2010, est-il dit « on sait que les descendants directs d'immigrés maghrébins, aussi bien les femmes que les hommes, sont moins souvent en emploi que les personnes nées françaises de deux parents français de naissance ou les descendants d'Europe du Sud », et les auteurs signalent la situation doublement difficile des femmes issues de l'immigration,. Une autre publication de L'INSEE, faite en novembre 2010, attribue partiellement les écarts d'emploi entre populations de différentes origines à la discrimination, sans pouvoir la mesurer. Il est dit que « le taux d’emploi des Français enfants d’immigrés du Maghreb est de 20 points plus faible que celui des Français de parents nés français. Les différences d’expérience, de diplôme, de situation familiale et de lieu de résidence entre les deux populations n’expliquent qu’un tiers de cet écart. […] Une partie de ces écarts est due à l’existence de discrimination, mais il est
impossible de faire la part exacte de ce qui en relève et de ce qui peut être imputé à d’autres facteurs difficilement mesurables ».
En décembre 2022, Le Comité de l'ONU pour l'élimination de la discrimination raciale (Cerd) se dit "préoccupé" par "la persistance et l'ampleur des discours à caractère raciste et discriminatoire en France, notamment dans les médias et sur internet". Au terme de l'examen périodique de la politique de la France envers ses minorités, les experts indépendants du Cerd ont émis une série d'observations et recommandations. Ils s'inquiètent du "discours politique raciste tenu par des responsables politiques", dont les noms ne sont pas cités, à l'égard de certaines minorités, en particulier les Roms, les gens du voyage, les personnes africaines ou d'ascendance africaine ou nord-africaine.
Selon le rapport de 2024 de la Commission nationale consultative des droits de l’homme, le rapport relève une très grande intolérance à l'égard des minorités et une forte augmentation des actes racistes en France.

## Jugements de la Cour européenne des droits de l'homme
Ce sont des condamnations pour violation de la Convention européenne des droits de l'homme. La Cour européenne des droits de l'homme (CEDH) a condamné, le 14 octobre 2010, la France dans une affaire de garde à vue (France Info). Les juges européens ont estimé que les personnes en garde à vue doivent pouvoir bénéficier d'un avocat dès le début de la procédure et durant tous les interrogatoires. « Le droit français pourtant ne répond pas à ces exigences du procès équitable ! ».

### Condamnations pour violation à l'article 2 (droit à la vie)
1er juin 2006 : La France est condamnée par la CEDHpour violation de l'article 2 (droit à la vie) dans l'affaire Pascal Taïs (1993) mort dans sa cellule dans un commissariat à Arcachon (Gironde)

### Condamnations pour violation à l'article 3 (torture et traitements dégradants)
- 27 août 1992 : Tomasi c. France, requête no 12850/87 : constat de violation des articles 3 (interdiction des traitements inhumains ou dégradants), 5 § 3 (durée abusive de la détention provisoire) et 6 § 1 (durée excessive de la procédure) et doit verser au requérant 700 000 francs français pour dommage ;
- 28 juillet 1999 : Ahmed Selmouni c. France : constat de violation de l'article 3 (les mauvais traitements infligés pendant une garde à vue constituant en l'espèce, en raison de leur gravité, des actes de torture) ainsi que de l'article 6§1 (durée excessive de la procédure pénale et civile dirigée contre les policiers qui ont infligé ces traitements au requérant);
- 1er avril 2004 : Rivas c. France, requête no 59584/00 : la Cour conclut, à l’unanimité, à la violation de l’article 3 (interdiction des traitements inhumains ou dégradants) de la Convention. La Cour alloue au requérant 15 000 euros pour dommage moral. Le requérant, âgé de dix-sept ans, fait constater les violences physiques subies au cours de sa garde à vue. La Cour rappelle que l’État doit fournir une explication plausible sur l'origine des blessures apparues au cours d'une garde à vue.
- 9 juillet 2009 : Khider c. France : la France est condamnée pour traitements inhumains et dégradants[29]. M. Khider, considéré comme « détenu particulièrement signalé » (DPS), en raison de l'aide apportée à la tentative d'évasion de son frère, en 2001, a changé 14 fois de maisons d'arrêt entre 2001 et 2008, a subi de multiples séjours à l'isolement et des fouilles corporelles systématiques[30]. La CEDH, sans remettre le principe de l'isolement, accepté dans Ramirez Sanchez c. France (2006), considère qu'en l'espèce, cette procédure a fait l'objet d'abus, alors même que la santé du détenu n'était pas prise en compte. Au sujet des transferts, elle considère que le « nombre si élevé de transferts […] était de nature à créer chez [le requérant] un sentiment d'angoisse » (§ 111). De même, elle considère que les fouilles corporelles systématiques n'étaient pas justifiées et représentaient une atteinte à la dignité (§126-129). Elle indique en outre que si, depuis 2003, le Conseil d'État admet les recours pour excès de pouvoir contre l'isolement carcéral (§140), aucune procédure de recours n'est prévue pour les fouilles corporelles (§144), impliquant donc une violation de l'art. 13 de la Convention.
- 12 juillet 2016 : Cinq dossiers différents : la France est condamnée pour les conditions dégradantes (bruit, locaux inadaptés, milieu anxiogène, etc.) d'incarcération des jeunes enfants (quatre mois, un an, deux ans et demi...) avec leurs parents dans les centres de rétention administrative, en général dans le cadre d'une reconduite à la frontière[31]. Dans un des dossiers, la France est en outre condamnée pour détention arbitraire, la spécificité du cas de l'enfant n'ayant pas été examinée malgré les recours déposés par les avocats de la CIMADE.

### Condamnations pour violation à l'article 10 (liberté d'expression)
- 21 janvier 1999 : Fressoz et Roire c. France (Le Canard enchaîné) : la Cour dit, à l’unanimité, qu’il y a eu violation de l’article 10 (liberté d'expression) de la Convention. À la suite du refus de la direction de Peugeot, présidée par Jacques Calvet, d’augmenter les salaires réclamés par le personnel, Le Canard enchaîné publia un article détaillant l’évolution des salaires de Jacques Calvet, à partir de photocopies partielles de ses trois derniers avis d’imposition. À la suite d'une plainte de M. Calvet, une procédure pénale fut engagée à l'encontre des deux requérants pour notamment recel des photocopies des avis d'imposition du président de Peugeot, provenant de la violation du secret professionnel par un fonctionnaire non identifié. La Cour accorde aux requérants une somme égale à celle qu'ils avaient été condamnés à payer.
- 23 juillet 2009 : Arrêt Hachette Filipacchi Associés (« Ici Paris ») c. France: la CEDH conclut à l'unanimité à la violation de l'article 10 (sur la liberté d'expression) par la France en raison de la condamnation en 2002 de la requérante, une maison d’édition, à la suite de la publication en 1996 d’un article concernant le chanteur Johnny Hallyday, qui invoquait le droit à l'image et le droit à la vie privée[32],[33].

### Condamnations pour violation à l'article 13 (recours effectif)
En Guyane et en Guadeloupe, les recours contre le refus d’admission sur le territoire français au titre de l’asile ne sont pas suspensifs. Ceci a été condamné par la CEDH, le 26 avril 2007, celle-ci estimant que les risques de traitements inhumains et dégradants que pouvaient subir un demandeur d’asile en cas de réacheminement vers son pays d’origine exigeaient que le recours contre le refus d’admission sur le territoire français au titre de l’asile ait un caractère suspensif.

## Sécurité
Jean-Marie Delarue, président de la Commission nationale consultative des droits de l'homme, estime en avril 2019 que les libertés fondamentales sont en très mauvais état en France. Il met en garde contre l'inflation de lois nouvelles, depuis la Loi Peyrefitte de 1981, qui vise à restreindre les libertés au prétexte de la sécurité. Il estime ainsi qu'avec l'état d'urgence permanent, et la « loi anticasseurs », « on installe une distinction entre le français ordinaire, qui a tous les droits, et le français suspect, qui a droit à des procédures particulières, à des juges particuliers… Cette dernière catégorie ne cesse de s’élargir ». Il constate que la garde à vue de Gaspard Glanz s'inscrit dans un contexte plus général de restriction des libertés fondamentales en France.

### Commission nationale de déontologie de la sécurité (2000)
Les reproches de brutalités policières dans les rapports[réf. nécessaire] d'Amnesty International sont constants, au moins depuis 2002. Ils concernent exclusivement la Police Nationale. Les gendarmes ne sont pas mis en cause par Amnesty International.
Mauvais traitements infligés à des demandeurs d'asile, à d'autres ressortissants étrangers et à des mineurs (en particulier usage des lanceurs de balle de défense, qui a conduit à éborgner plusieurs mineurs ces dernières années). Nature des brutalités policières (sur les années 2002 et 2007 cumulées) : gifles, matraquages jusqu'au saignement, personnes menottées traînées sur le sol, coups de pied, de genou, et coups de poing, personnes tirées par les cheveux, coups sur les parties génitales, menottes trop serrées, personnes jetées à terre violemment. Ces brutalités s'effectuent aussi bien sur des adultes que des mineurs. Isolement prolongé de prisonnier et impunité de fait.

### Conditions carcérales
Le Comité européen pour la prévention de la torture (CNT) « a constaté que les conditions de détention, notamment dans les établissements de la police nationale, n'étaient pas toujours compatibles avec la dignité inhérente à l'être humain et que les locaux de détention étaient d'une saleté repoussante ».

### Pistolet «taser»
L’introduction en France du pistolet à impulsion électronique taser est mise en cause pour la douleur qu’il cause et les risques de conséquences létales, par des ONG comme Amnesty International France Human Rights Watch, La ligue des droits de l’homme, Raid-H : voir les sites de ces associations. Selon Raid-H[réf. nécessaire] « Comité européen pour la prévention de la torture et des peines ou traitements inhumains ou dégradants, se montre « plus que réticent » à l’introduction des pistolets à électrochocs de type Taser dans les prisons françaises, dans son rapport sur la France publié le 10 décembre 2007 ». Un projet de résolution « tendant à la création d'une commission d'enquête sur la dangerosité des pistolets à impulsions électriques TASER » a été déposé par deux sénateurs le 15 octobre 2008. Un article paru dans Le Monde du 23 novembre 2007 est joint à cette proposition, en annexe, informant que le Comité de l’ONU contre la torture est arrivé à la conclusion, au cours de sa session annuelle du 5 au 23 novembre 2007, que l’utilisation du pistolet à impulsion électrique Taser constitue « une forme de torture » et « peut même provoquer la mort ».

### Expulsions de Roms
Durant l'été 2010, à la suite d'un fait divers impliquant des gens du voyage, le président Nicolas Sarkozy a décidé d'accentuer la pression policière, judiciaire et médiatique contre les roms et les gens du voyage, malgré les critiques venant de toutes parts, y compris de l'ONU,,,,,,,,.
Le 10 novembre 2011, le Comité européen des Droits sociaux a publié un communiqué affirmant que « les évacuations forcées des Roms d’origine roumaine et bulgare qui ont eu lieu pendant l’été 2010 constituent une violation aggravée de l’article E (non-discrimination) combiné à l’article 31§2 (droit au logement – réduire l’état de sans-abri) » et « L’expulsion collective de fait des Roms d’origine roumaine et bulgare de France pendant l’été 2010 constitue une violation de l’article E (non-discrimination) combiné à l’article 19§8 (garanties relatives à l’expulsion) »,,. « Deux recours contre la politique française concernant les Roms et les Gens du voyage sont encore pendants devant le CEDS : l'un déposé par Médecins du monde, l'autre par le Forum européen des Roms » affirme le journal Le Monde ce même jour.

## Divers
La loi relative à la rétention de sûreté, adoptée le 7 février 2008 par le Parlement français: certaines ONG, comme Amnesty International, s'inquiètent d'une rétroactivité même encadrée, du risque d'arbitraire (la loi se base sur la « dangerosité », critère très flou), et du retour qu'elle implique sur le principe de légalité des délits et peines, puisque la détention peut être prolongée indéfiniment en dépassant même la peine maximale fixée par la loi.Voir Renseignement d'origine électromagnétique en France.
Le fichier Edvige, mis en œuvre par le ministère de l’intérieur dans le cadre de la réforme des services français du renseignement et confié à la direction centrale de la sécurité publique (DCSP) a été modifié à la suite des avis rendus par la Commission nationale de l'informatique et des libertés (CNIL). Il reste contesté sur plusieurs points par la CNIL.
Le décret no 2008-817 du 22 août 2008 modifiant le Code de l'entrée et du séjour des étrangers et du droit d'asile (CESEDA) en matière de rétention administrative. Ce décret met fin au rôle de la CIMADE, seule ONG présente actuellement dans les centres de rétention administrative, prévoit de mettre en concurrence par appel d'offres « des personnes morales » pour porter assistance aux étrangers dans ces centres, avec exigence de neutralité et de confidentialité. Il prévoit aussi de diviser le territoire en 8 régions nouvellement définies avec désignation dans chacune d'elles d'un intervenant.
Ce décret se heurte à l'opposition de nombreuses associations, dont la CIMADE elle-même, la Ligue des droits de l'homme, Amnesty International, l'Action des chrétiens pour l'abolition de la torture (ACAT), le Groupe d'information et de soutien des immigrés (GISTI) qui considèrent que ces dispositions aboutiraient à l'émiettement de la collecte d'informations, de leur analyse et de leur diffusion.
Dix d'entre elles ont saisi le Tribunal administratif qui a ordonné la suspension immédiate de l'appel d'offres.

## Contrôle d'identité
Le 24 juin 2025, Une enquête du Défenseur des droits publiée, un quart des Français ont été soumis à un contrôle d’identité depuis 2019. Les jeunes hommes perçus comme « noirs, arabes ou maghrébins » y sont exposés quatre fois plus que le reste de la population.